# Toyota MR2
Der Toyota MR2 (Abkürzung für Midship Runabout Two-seater oder Midengined Rearwheel-Drive Two-seater) ist ein kleiner zweisitziger Sportwagen mit Mittelmotor der Automobilmarke Toyota, der erstmals 1983 auf der Tokyo Motor Show präsentiert wurde. Die Fertigung fand in einem Werk des zur Toyota-Gruppe gehörenden Unternehmens Central Motor statt.
Das Fahrzeug lief in drei Modellgenerationen zwischen November 1984 und Juli 2007 vom Band.
In Frankreich wäre die Aussprache des Namens MR2 [ɛm ɛʀ ˈdø] dem Wort „merde“ [ˈmɛʀd] (frz. „Scheiße“) sowie dem Wort „merdeux“ (frz. „Rotzlöffel“) sehr ähnlich. Darum wird er dort auch nur MR genannt. In den USA wird die dritte Modellreihe MR-S genannt, wobei das „S“ für Spyder steht.
Vom MR2 gab es in 23 Jahren drei Generationen, die den Mittelmotor und den Hinterradantrieb gemeinsam haben. Die ersten beiden Generationen verfügten über Klappscheinwerfer.
In Europa wurde der MR2 bereits im August 2005 aus dem Programm genommen.

## MR2 (W1, 1984–1989)
Bereits 1976 begann Toyota die Konzeptplanung für einen Zweisitzer mit Mittelmotor und der Bezeichnung MR2. Stark inspiriert wurde dieses Fahrzeugkonzept von Europäischen Mittelmotorfahrzeugen von Lotus oder speziell von dem im Herbst 1972 erschienenen Fiat X1/9, allerdings mit der Zielsetzung, ein neues, technisch überlegenes Fahrzeug zu konstruieren. Der MR2 sollte Design und Fahreigenschaften eines Sportwagens mit der Zuverlässigkeit eines Alltagsfahrzeuges kombinieren. Hierzu bediente man sich einerseits technisch bewährter Elemente aus dem Toyota Corolla und kombinierte diese mit einer günstigen Gewichtsverteilung und einem Sportfahrwerk mit MacPherson-Federbeinen vorne und hinten.
Den MR2 gab es von November 1984 bis September 1989 mit Targadach und als Coupé, wobei das Coupé in Europa ab März 1985 mit einem herausnehmbaren Glasdach ausgeliefert wurde. Der MR2 W1 ist unter dem Toyota-Werkskürzel AW11 bekannt.
Folgende Motoren waren verfügbar:
- 1,5-l Vergaser (3A-L) mit 61 kW (83 PS; AW10, nicht in Europa)
- 1,6-l (4A-GELC) mit 85 kW (116 PS) (09/1987–09/1989; mit KAT)
- 1,6-l (4A-GEL) mit 91 kW (124 PS) (11/1984–03/1988; ohne KAT)
- 1,6-l Kompressor (4A-GZE) mit 106 kW (145 PS) (08/1987–09/1989; nicht in Deutschland)

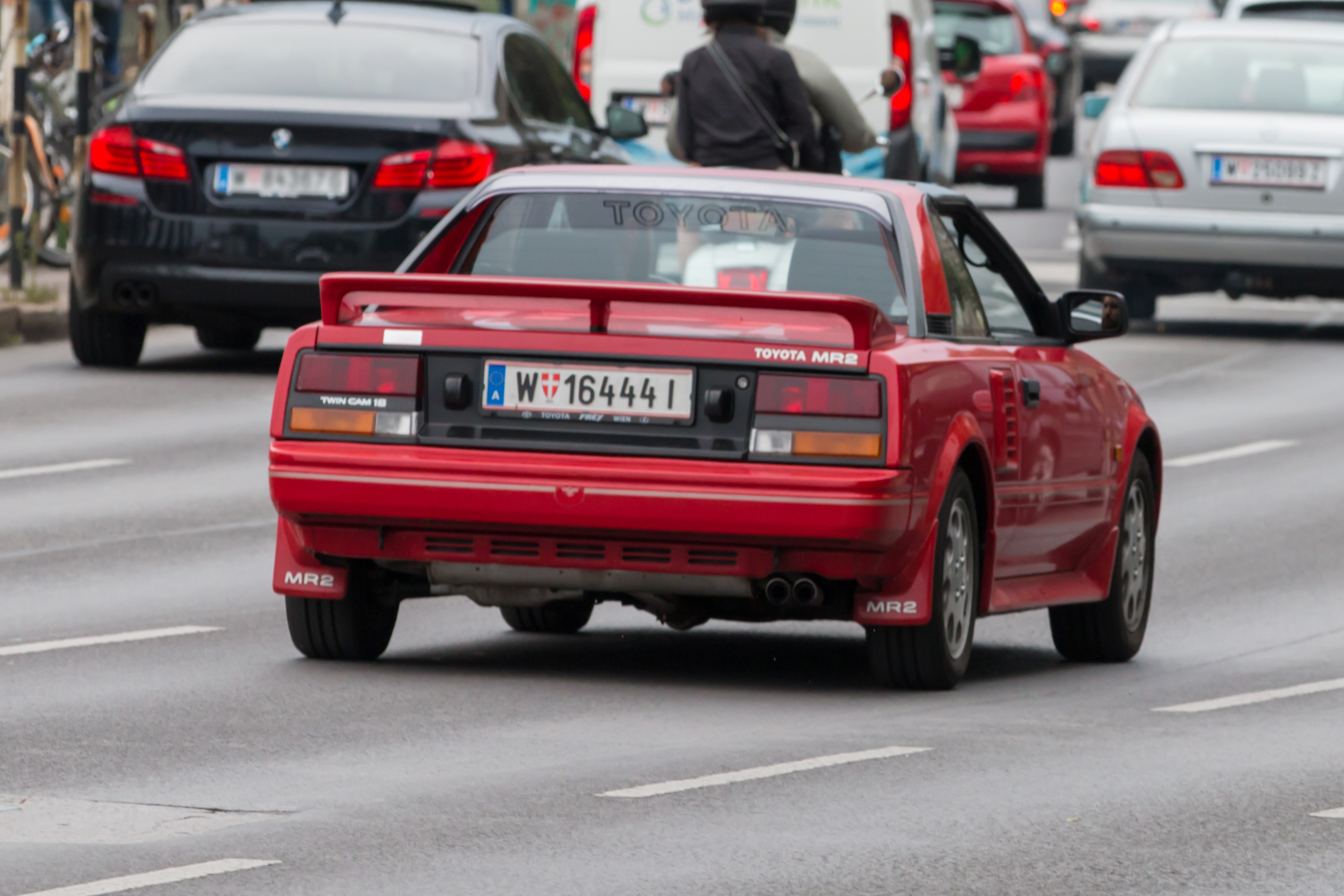
Heckansicht
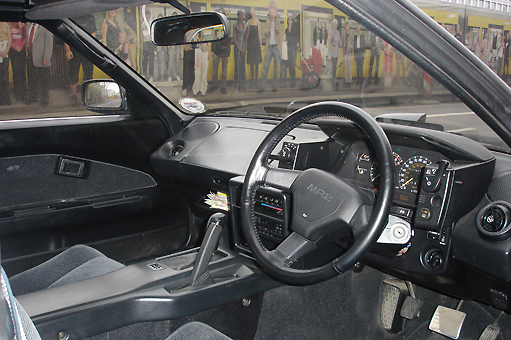
Cockpit
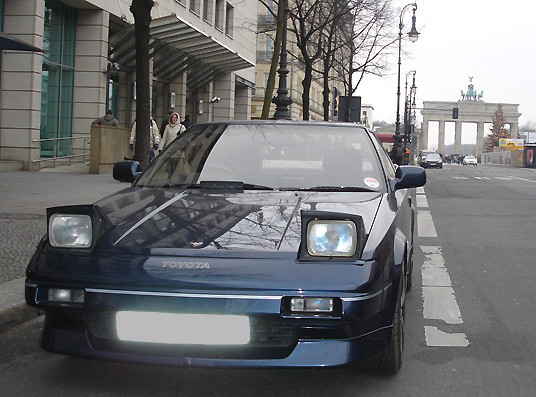
MR2 mit geöffneten Klappscheinwerfern

## MR2 (W2, 1989–1999)
Der zweite MR2 war mit Targadach und als Coupé erhältlich. Offiziell wurde in Deutschland ab April 1990 nur die folgende Version verkauft:
Toyota MR2 (SW20) Targa mit dem Zweiliter-Motor (3S-GE) und 115 kW (156 PS) oder 129 kW (175 PS) bzw. 125 kW (170 PS) infolge verschärfter Abgasnormen. Alle anderen Varianten sind importierte Fahrzeuge, meist aus den USA und Kanada eingeführte Versionen mit 150 kW (204 PS) bzw. 98 kW (133 PS). Die 204 PS-Version besitzt einen Zweiliter-Turbomotor (3S-GTE Gen. II) mit 16 Ventilen und Ladeluftkühler, die Version mit 133 PS hat einen Saugmotor (Typ 5S-FE) mit einem Hubraum von 2,2 Litern.
Auf dem japanischen Markt wurden weitere Motorisierungen angeboten: von Herbst 1989 bis Anfang 1992 ein 2,0-Liter-Turbomotor (3S-GTE Gen. II) mit 165 kW (225 PS), danach mit 177 kW (240 PS) (3S-GTE Gen. III) bzw. 180 kW (245 PS) (3S-GTE Gen. III). In den letzten Modelljahren wurde auch ein 2,0-Liter-VVT-i-Saugmotor (3S-GE Red-Top Gen. IV) mit variabler Ventilsteuerung im MR2 verbaut, der 147 kW (200 PS) leistete. Dieser Motor wurde im MR2 in Europa nie offiziell angeboten.
Zudem gab es für den englischen Markt eine Version (Modellcode SW23) mit Zweiliter-Saugmotor (3S-FE) mit 94 kW (128 PS), welche auf dem dortigen Markt das Einstiegsmodell nebst den für den deutschen Markt erhältlichen Modellen darstellte. Diese Ausführung gab es nur als Coupé und ohne Heckspoiler, Nebelscheinwerfer und hinteres Staufach im Innenraum.

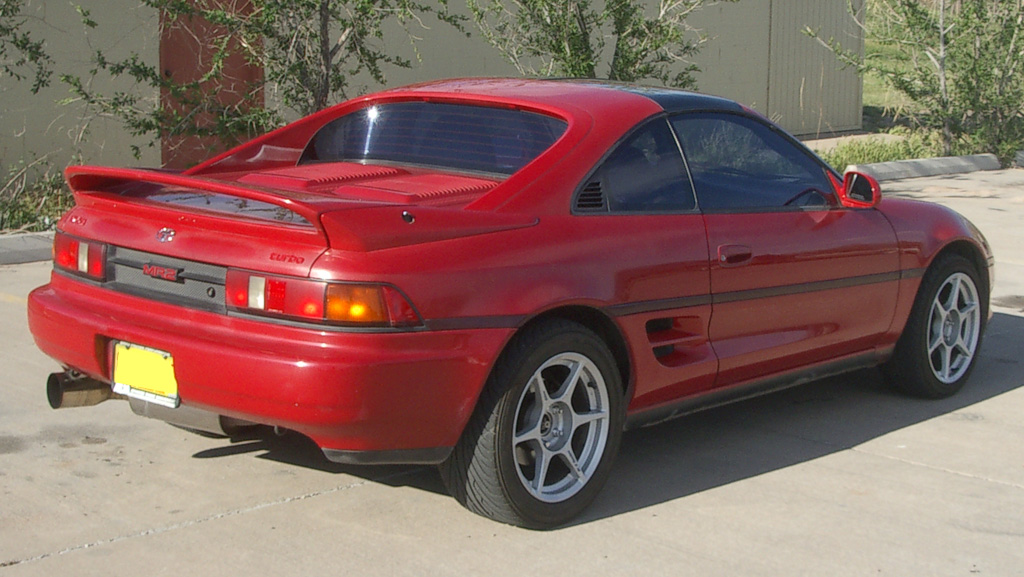
Heckansicht
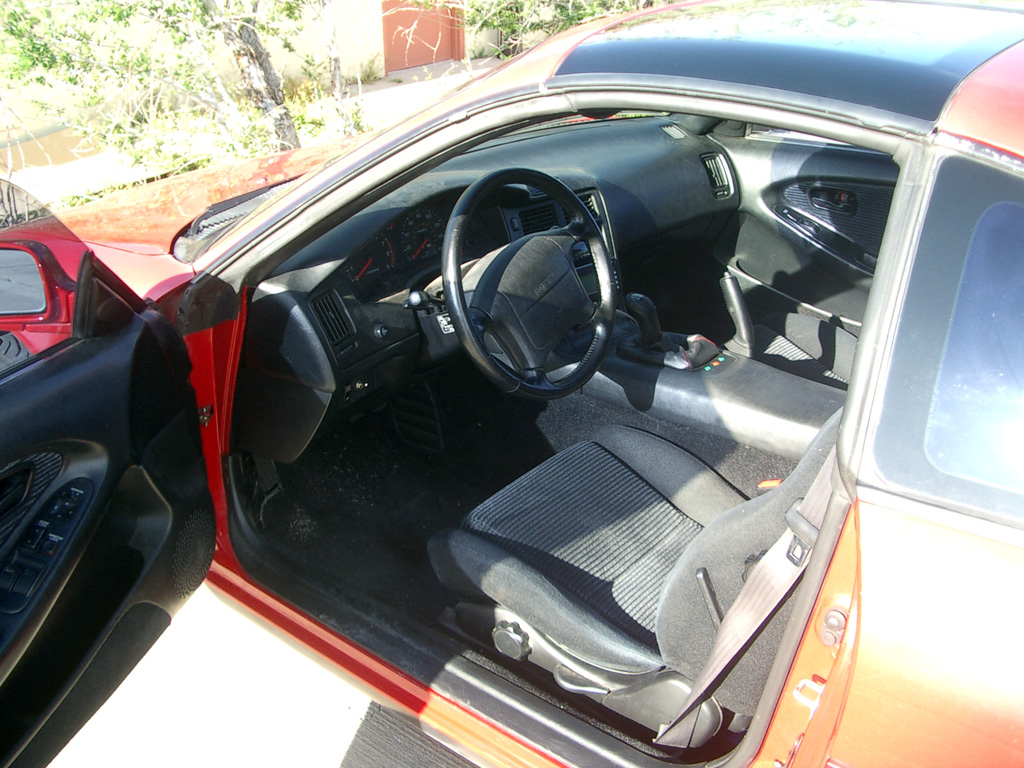
Cockpit
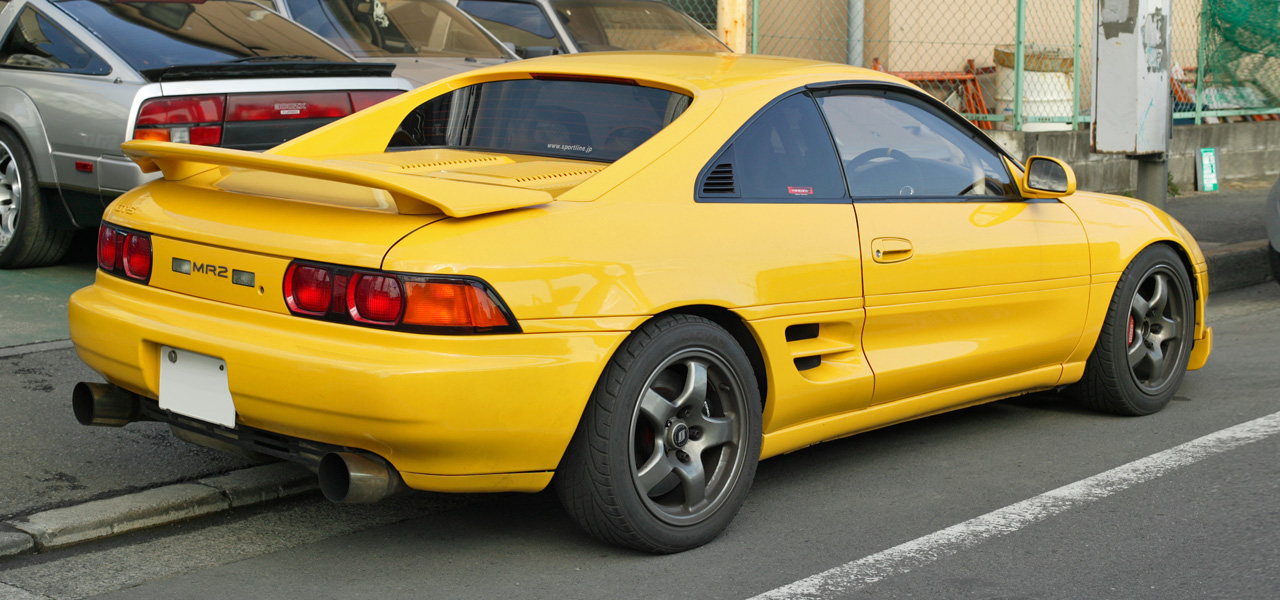
Toyota MR2 Coupé (1993–1996)
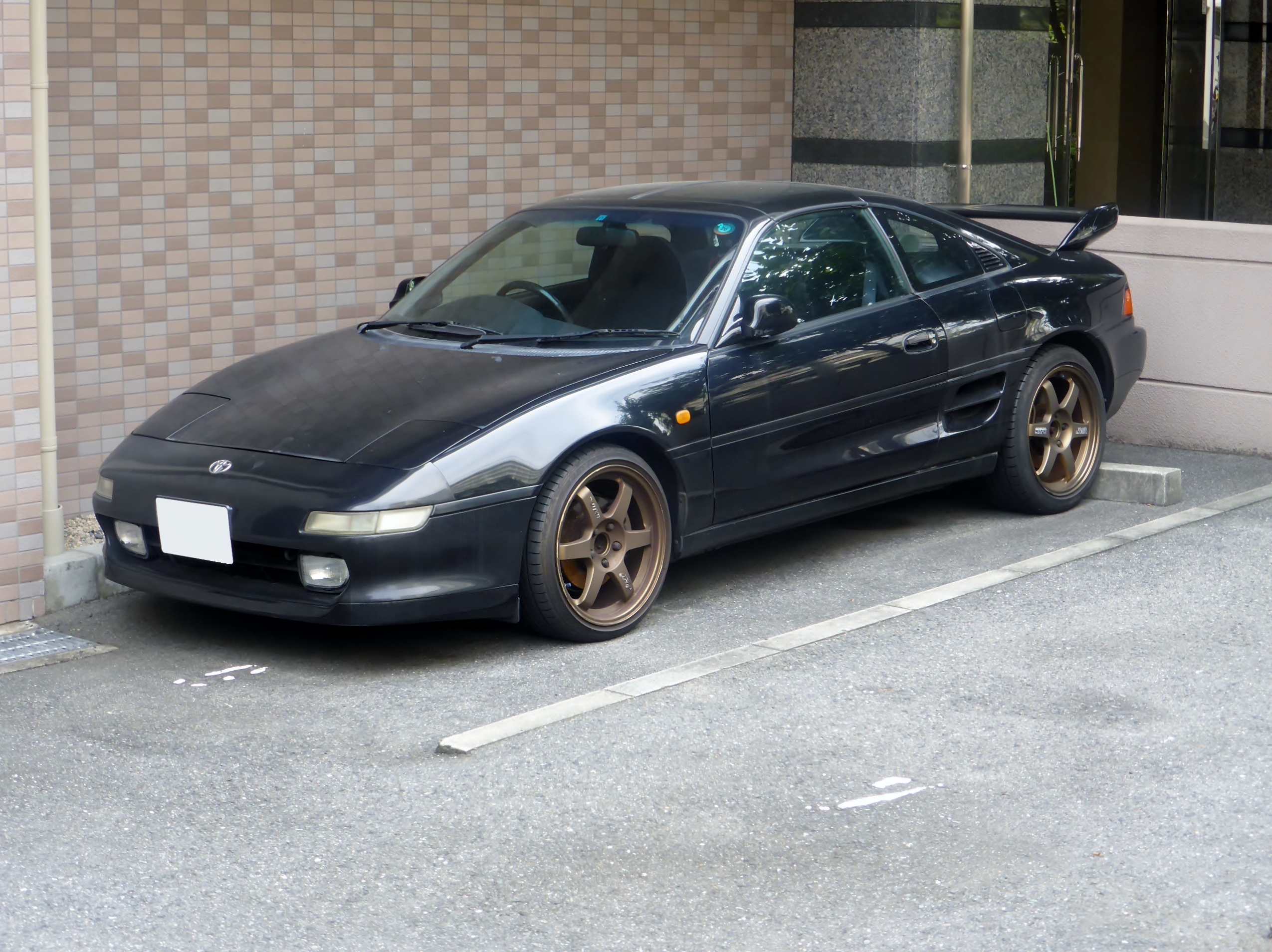
Toyota MR2 Targa (1998–1999)

### Modellpflege
Die zweite Auflage wurde im Oktober 1989 der Weltöffentlichkeit vorgestellt; in Produktion blieb sie bis September 1999.
Während seiner Bauzeit wurden diverse Überarbeitungen vorgenommen, welche hier „Rev“ (= Revision) genannt werden:
| Revision | Bauzeit         | Änderungen |
| -------- | --------------- | --- |
| Rev 1    | 12/1991–12/1993 | - größere Bremsanlage (Bremsscheiben und Bremskraftverstärker) - neue 15-Zoll-Felgen - neue Fahrwerksabstimmung - Kreuzdomstrebe im Motorraum - elektrohydraulische Servolenkung serienmäßig - kleines Lederairbaglenkrad (mechanische Auslösung) - kürzerer Schalthebel - geänderte, größere 1-teilige Frontlippe |
| Rev 2    | 12/1993–01/1996 | - neue ovale Heckleuchten - geänderter Heckflügel - Seitenleisten, Heckspitzen und Frontlippe in Wagenfarbe - Getriebe verstärkt (bessere Synchronringe) - neue Evolutionsstufe des 3S-GE Motors mit 175 PS bei 7000/min                                                                                           |
| Rev 3    | 01/1996–08/1998 | - weiße Frontblinker - elektrisch/mechanische Airbagauslösung - Wegfahrsperre (WFS) ab Werk - Motor wegen verschärften Abgasnormen geändert (170 PS/125 kW) - Einführung einer Abgasrückführung (EGR) |
| Rev 4    | 08/1998–02/1999 | - Heckflügel verändert (anderes Design und nun einstellbar) - verstärkte Heckklappe wegen des Heckflügels - anderer Schaltknauf - anderes Instrumentendesign (rote Ziffern) |
| Rev 5    | 02/1999–09/1999 | - andere Serienfelgen (Design der Aluminiumräder verändert) |

### Technische Daten
| Technische Daten Toyota MR2 W2   |                                                           |                                                           |                                                           |                                                           |                                                           |                                                           |                                                           |                                                           |                                                           |                                                           |                                                           |                                                           |                                                           |
| Toyota MR2:                      | 2.2                                                       | 2.2                                                       | 2.0                                                       | 2.0                                                       | 2.0                                                       | 2.0                                                       | 2.0                                                       | 2.0                                                       | 2.0 VVTi                                                  | 2.0 Turbo                                                 | 2.0 Turbo                                                 | 2.0 Turbo                                                 | 2.0 Turbo                                                 |
| Bauzeit:                         | 10/1989–12/1993                                           | 12/1993–01/1996                                           | 12/1989–08/1992                                           | 10/1989–12/1993                                           | 10/1989–12/1993                                           | 01/1996–09/1999                                           | 12/1993–01/1996                                           | 12/1993–07/1998                                           | 08/1998–09/1999                                           | 10/1989–01/1996                                           | 10/1989–12/1993                                           | 12/1993–01/1996                                           | 01/1996–09/1999                                           |
| Kenncode:                        | 5S-FE                                                     | 5S-FE                                                     | 3S-FE                                                     | 3S-GE (Gen.2)                                             | 3S-GE (Gen.2)                                             | 3S-GE (Gen.3)                                             | 3S-GE (Gen.3)                                             | 3S-GE (Gen.3)                                             | 3S-GE (Gen.4)                                             | 3S-GTE (Gen.2)                                            | 3S-GTE (Gen.2)                                            | 3S-GTE (Gen.3)                                            | 3S-GTE (Gen.3)                                            |
| Motor:                           | 4-Zylinder-Reihenmotor (Viertakt)                         | 4-Zylinder-Reihenmotor (Viertakt)                         | 4-Zylinder-Reihenmotor (Viertakt)                         | 4-Zylinder-Reihenmotor (Viertakt)                         | 4-Zylinder-Reihenmotor (Viertakt)                         | 4-Zylinder-Reihenmotor (Viertakt)                         | 4-Zylinder-Reihenmotor (Viertakt)                         | 4-Zylinder-Reihenmotor (Viertakt)                         | 4-Zylinder-Reihenmotor (Viertakt)                         | 4-Zylinder-Reihenmotor (Viertakt)                         | 4-Zylinder-Reihenmotor (Viertakt)                         | 4-Zylinder-Reihenmotor (Viertakt)                         | 4-Zylinder-Reihenmotor (Viertakt)                         |
| Hubraum:                         | 2198 cm³                                                  | 2198 cm³                                                  | 1998 cm³                                                  | 1998 cm³                                                  | 1998 cm³                                                  | 1998 cm³                                                  | 1998 cm³                                                  | 1998 cm³                                                  | 1998 cm³                                                  | 1998 cm³                                                  | 1998 cm³                                                  | 1998 cm³                                                  | 1998 cm³                                                  |
| Leistung bei 1/min:              | 98 kW (133 PS) bei 5200                                   | 99 kW (135 PS) bei 5200                                   | 94 kW (128 PS) bei 5600                                   | 115 kW (156 PS) bei 7000                                  | 120 kW (163 PS) bei 7000                                  | 125 kW (170 PS) bei 7000                                  | 129 kW (175 PS) bei 7000                                  | 132 kW (180 PS) bei 7000                                  | 147 kW (200 PS) bei 7000                                  | 150 kW (204 PS) bei 6000                                  | 165 kW (225 PS) bei 6000                                  | 177 kW (240 PS) bei 6000                                  | 180 kW (245 PS) bei 6000                                  |
| Max. Drehmoment bei 1/min:       | 147 Nm bei 4400                                           | 150 Nm bei 4400                                           | 179 Nm bei 4400                                           | 186 Nm bei 4800                                           | 186 Nm bei 4800                                           | 186 Nm bei 4800                                           | 186 Nm bei 4800                                           | 186 Nm bei 4800                                           | 216 Nm bei 4900                                           | 271 Nm bei 3200                                           | 304 Nm bei 3200                                           | 302 Nm bei 4000                                           | 302 Nm bei 4000                                           |
| Gemischaufbereitung:             | Multipoint-Einspritzung                                   | Multipoint-Einspritzung                                   | Multipoint-Einspritzung                                   | Multipoint-Einspritzung                                   | Multipoint-Einspritzung                                   | Multipoint-Einspritzung                                   | Multipoint-Einspritzung                                   | Multipoint-Einspritzung                                   | Multipoint-Einspritzung                                   | Multipoint-Einspritzung                                   | Multipoint-Einspritzung                                   | Multipoint-Einspritzung                                   | Multipoint-Einspritzung                                   |
| Kühlung:                         | Wasserkühlung                                             | Wasserkühlung                                             | Wasserkühlung                                             | Wasserkühlung                                             | Wasserkühlung                                             | Wasserkühlung                                             | Wasserkühlung                                             | Wasserkühlung                                             | Wasserkühlung                                             | Wasserkühlung                                             | Wasserkühlung                                             | Wasserkühlung                                             | Wasserkühlung                                             |
| Getriebe, serienmäßig:           | 5-Gang-Getriebe                                           | 5-Gang-Getriebe                                           | 5-Gang-Getriebe                                           | 5-Gang-Getriebe                                           | 5-Gang-Getriebe                                           | 5-Gang-Getriebe                                           | 5-Gang-Getriebe                                           | 5-Gang-Getriebe                                           | 5-Gang-Getriebe                                           | 5-Gang-Getriebe                                           | 5-Gang-Getriebe                                           | 5-Gang-Getriebe                                           | 5-Gang-Getriebe                                           |
| Getriebe, optional               | 4-Stufen-Automatik                                        | 4-Stufen-Automatik                                        | 4-Stufen-Automatik                                        |                                                           |                                                           |                                                           |                                                           |                                                           | 5-Stufen-Automatik                                        |                                                           |                                                           |                                                           |                                                           |
| Antrieb:                         | Hinterradantrieb                                          | Hinterradantrieb                                          | Hinterradantrieb                                          | Hinterradantrieb                                          | Hinterradantrieb                                          | Hinterradantrieb                                          | Hinterradantrieb                                          | Hinterradantrieb                                          | Hinterradantrieb                                          | Hinterradantrieb                                          | Hinterradantrieb                                          | Hinterradantrieb                                          | Hinterradantrieb                                          |
| Bremsen:                         | Scheibenbremsen vorne & hinten, Bremskraftverstärker, ABS | Scheibenbremsen vorne & hinten, Bremskraftverstärker, ABS | Scheibenbremsen vorne & hinten, Bremskraftverstärker, ABS | Scheibenbremsen vorne & hinten, Bremskraftverstärker, ABS | Scheibenbremsen vorne & hinten, Bremskraftverstärker, ABS | Scheibenbremsen vorne & hinten, Bremskraftverstärker, ABS | Scheibenbremsen vorne & hinten, Bremskraftverstärker, ABS | Scheibenbremsen vorne & hinten, Bremskraftverstärker, ABS | Scheibenbremsen vorne & hinten, Bremskraftverstärker, ABS | Scheibenbremsen vorne & hinten, Bremskraftverstärker, ABS | Scheibenbremsen vorne & hinten, Bremskraftverstärker, ABS | Scheibenbremsen vorne & hinten, Bremskraftverstärker, ABS | Scheibenbremsen vorne & hinten, Bremskraftverstärker, ABS |
| Höchstgeschwindigkeit:           | ca. 210 km/h                                              | ca. 210 km/h                                              | ca. 200 km/h                                              | 220 km/h                                                  | 220 km/h                                                  | 225 km/h                                                  | 225 km/h                                                  | 225 km/h                                                  | 225 km/h                                                  | ca. 240 km/h                                              | ca. 240 km/h                                              | ca. 240 km/h                                              | ca. 240 km/h                                              |
| 0–100 km/h:                      | 8,5 s                                                     | 8,5 s                                                     | 9,5 s                                                     | 7,9 s                                                     | 7,9 s                                                     | 7,5 s                                                     | 7,5 s                                                     | 7,5 s                                                     | 6,5 s                                                     | 6,2 s                                                     | 5,9 s                                                     | 5,5 s                                                     | 5,5 s                                                     |
| Tankvolumen:                     | 55 l                                                      | 55 l                                                      | 55 l                                                      | 55 l                                                      | 55 l                                                      | 55 l                                                      | 55 l                                                      | 55 l                                                      | 55 l                                                      | 55 l                                                      | 55 l                                                      | 55 l                                                      | 55 l                                                      |
| Verbrauch (Liter/100 Kilometer): | ca. 9 l                                                   | ca. 9 l                                                   |                                                           | ca. 9 l                                                   | ca. 9 l                                                   | ca. 9 l                                                   | ca. 9 l                                                   | ca. 9 l                                                   | ca. 11 l                                                  | ca. 11 l                                                  | ca. 11 l                                                  | ca. 11 l                                                  | ca. 11 l                                                  |
| Sonstiges :                      | Nur in Nordamerika                                        | Nur in Nordamerika                                        | Nur in England                                            |                                                           | Nur in Japan                                              |                                                           |                                                           | Nur in Japan                                              | Nur in Japan                                              | Nur in Nordamerika                                        | Nur in Japan                                              | Nur in Japan                                              | Nur in Japan                                              |

## MR2 (W3, 1999–2007)
Nach der Tokyo Motor Show des Jahres 1995 kursierten Spekulationen, dass die Tradition eines Toyota-Sportwagens nicht fortgeführt werden sollte.
Obwohl noch keine Entscheidung gefallen war, setzte sich das Entwicklungsteam um Chefingenieur Tadashi Nakagawa daran, einen neuen, leichten Sportwagen, den MR2-Roadster, nach dem Grundgedanken des ersten MR2 zu entwickeln. Er kam Ende 1999 als offener Roadster auf den Markt.
Der Vierzylinder-Motor hatte einen Hubraum von 1,8 Liter (1794 cm³) und eine Leistung von 103 kW (140 PS), mit der er eine Beschleunigung von 7,9 s von 0–100 km/h erreichte. Seine Höchstgeschwindigkeit betrug 210 km/h.

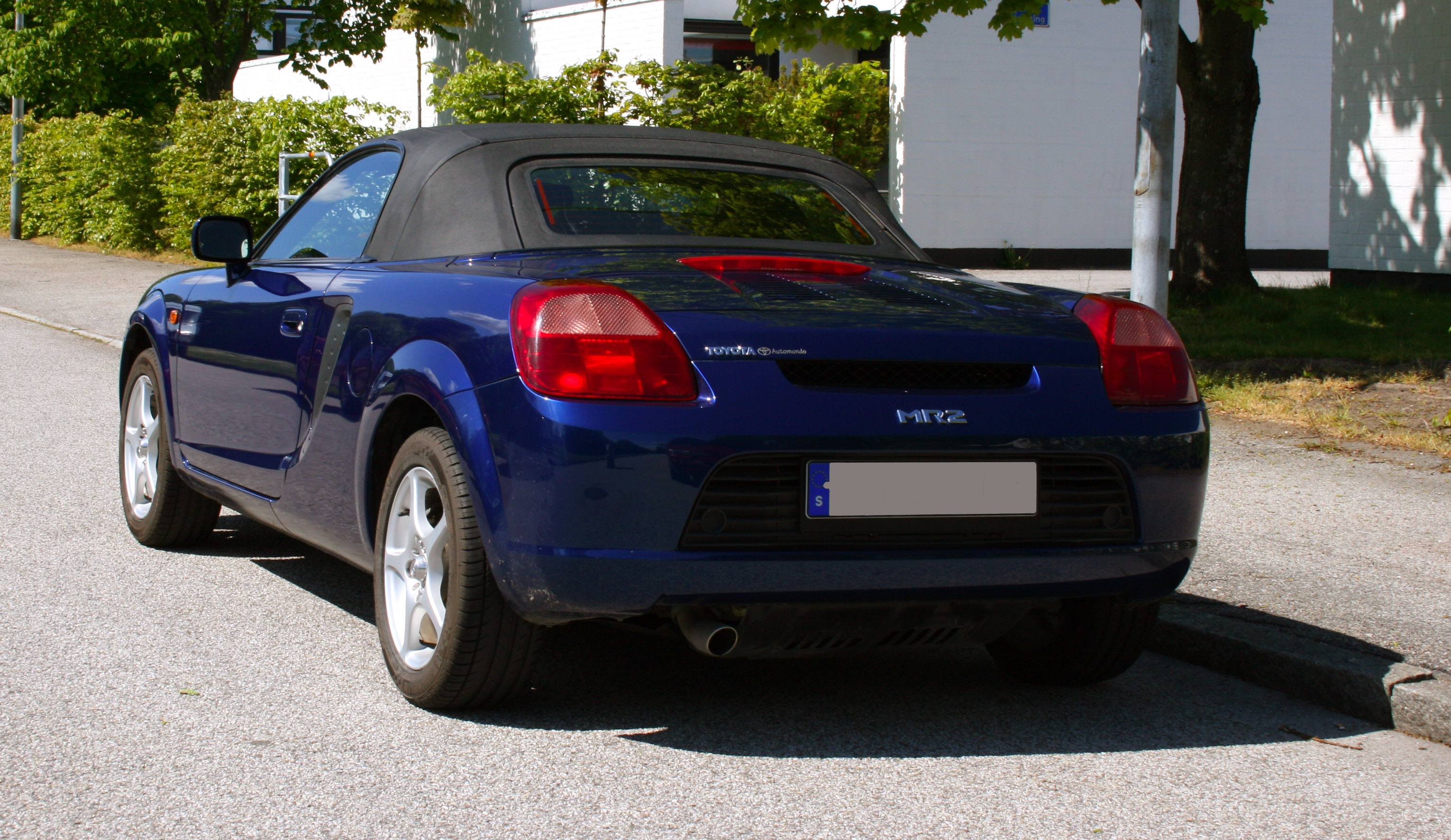
Heckansicht

Im Frühjahr 2003 erhielt er ein Facelift, das Scheinwerfer mit Klarglasoptik sowie geänderte Heckleuchten brachte. Motor und Leistung wurden beibehalten.
Die letzte Generation des MR2 wurde von Ende 1999 bis Juli 2007 gebaut. Es gab ihn nur als Roadster, der jedoch mit einem Hardtop nachgerüstet werden konnte.
In Deutschland wurde der MR2 im August 2005 aus dem Angebot gestrichen.

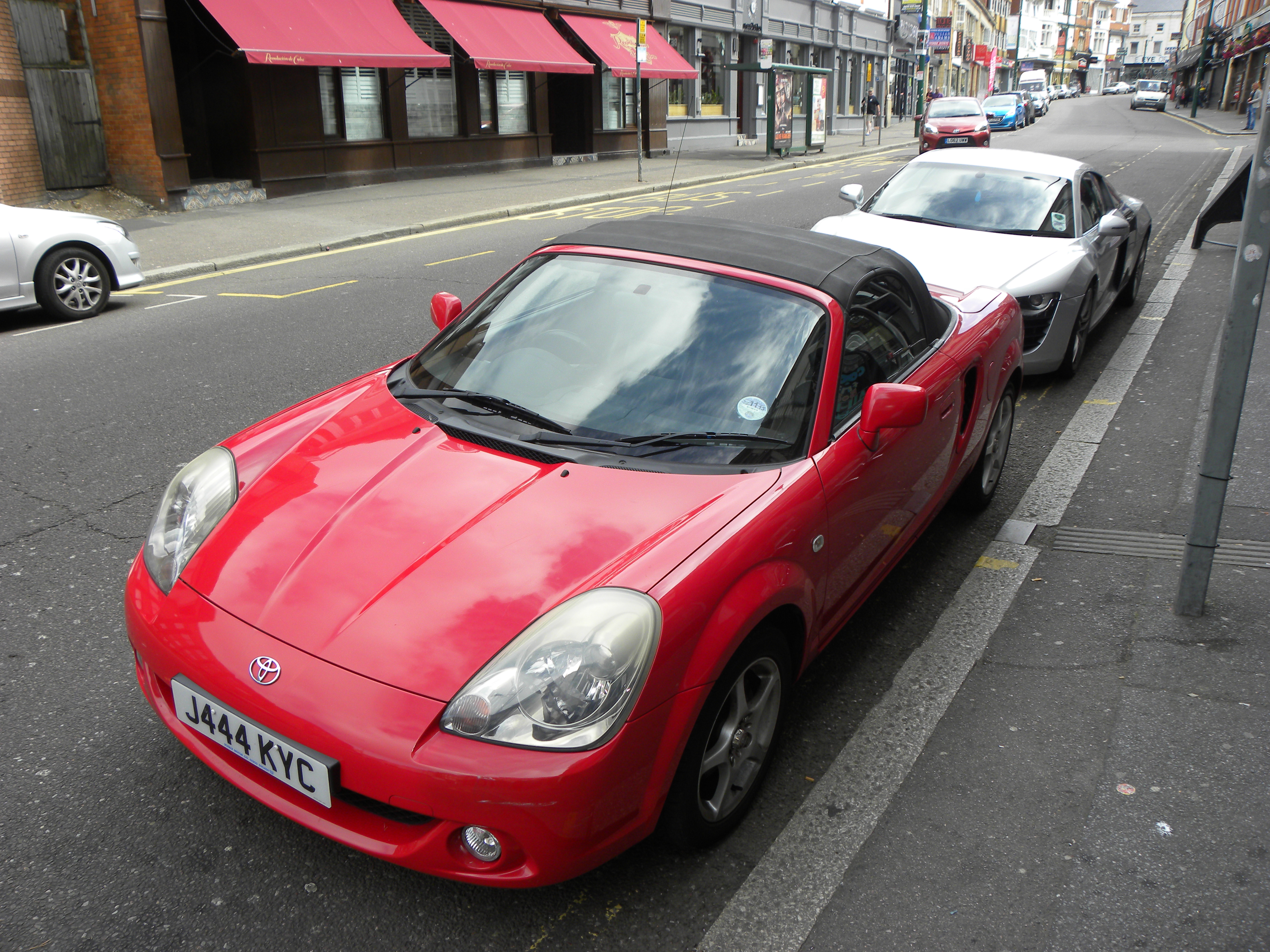
Toyota MR2 (2003–2007)
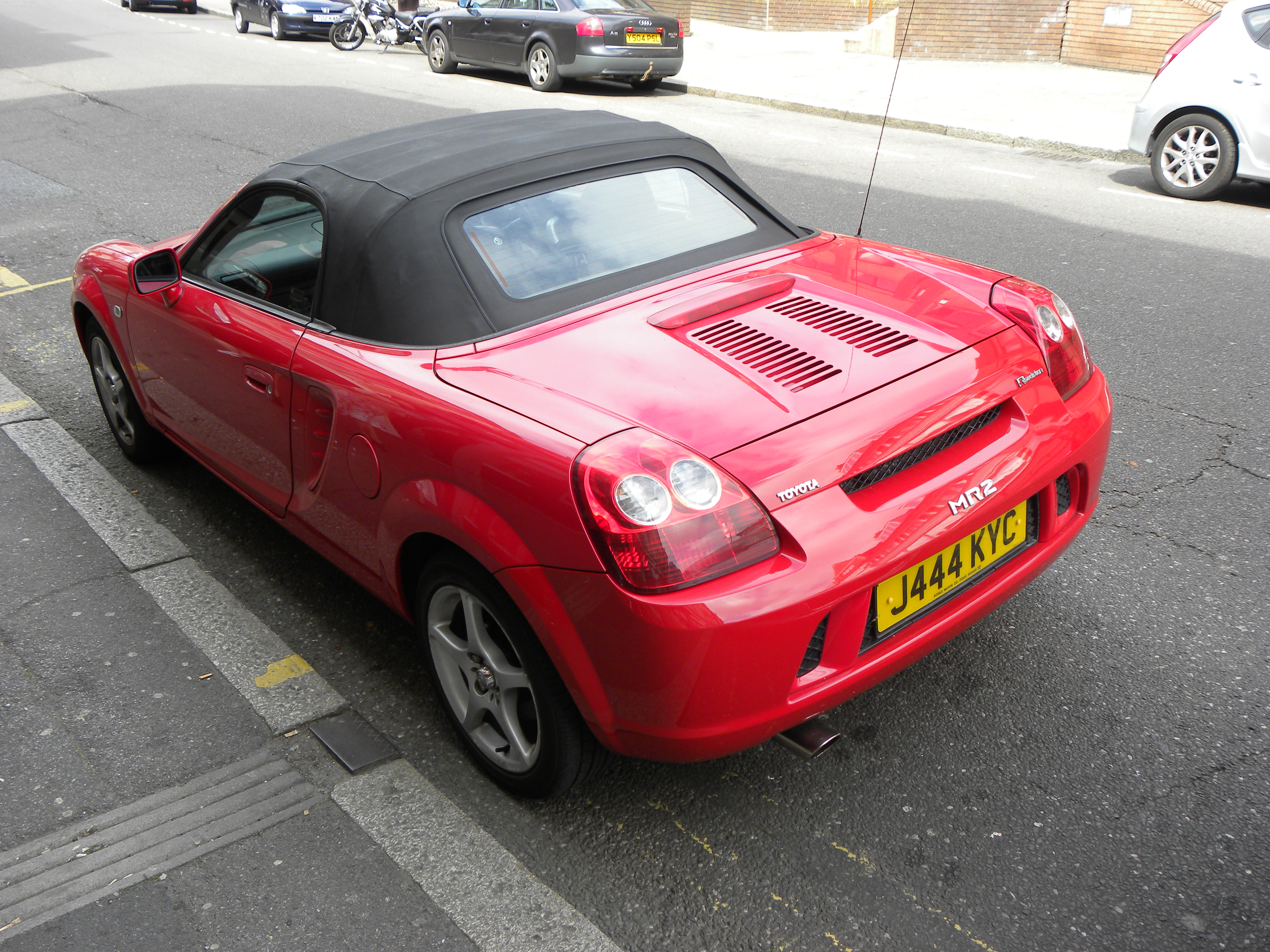
Heckansicht

### Edition S
Im letzten (europäischen) Modelljahr 2005 brachte Toyota ein auf 100 Stück limitiertes Sondermodell mit der Bezeichnung Edition S auf den deutschen Markt. Besondere Extras waren die sogenannte Mica-Lackierung, eine Lackierung mit eingebetteten Glimmerblättchen, die einen schimmernden Perlglanzeffekt erzeugen, 17-Zoll-Räder, Sportfahrwerk, ein Sportendschalldämpfer, Lederausstattung und eine Nummernplakette auf der Mittelkonsole. Sämtliche Zubehörteile kamen von TTE.

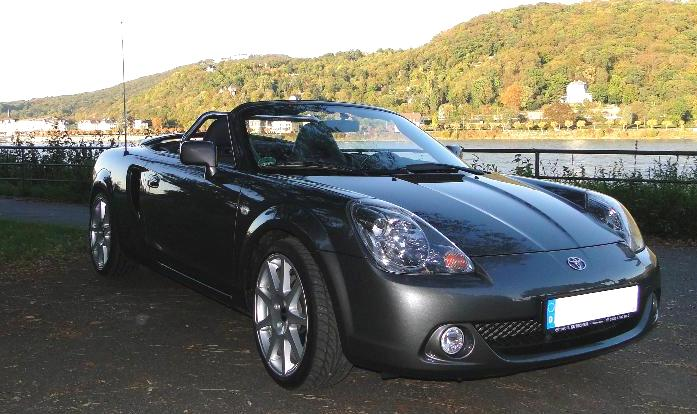
Toyota MR2 „Edition S“ (2005)
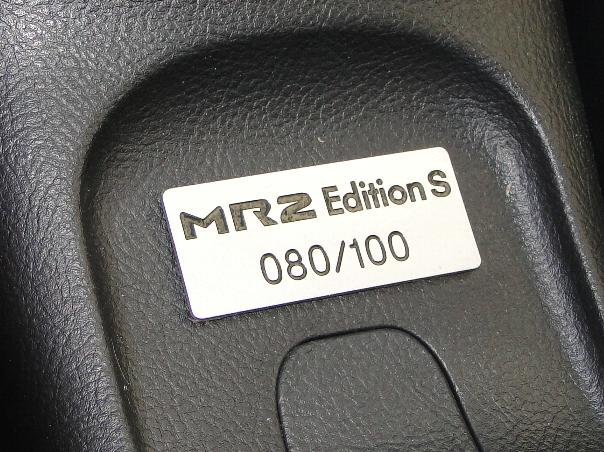
Plakette

### TTE Turbo Kit

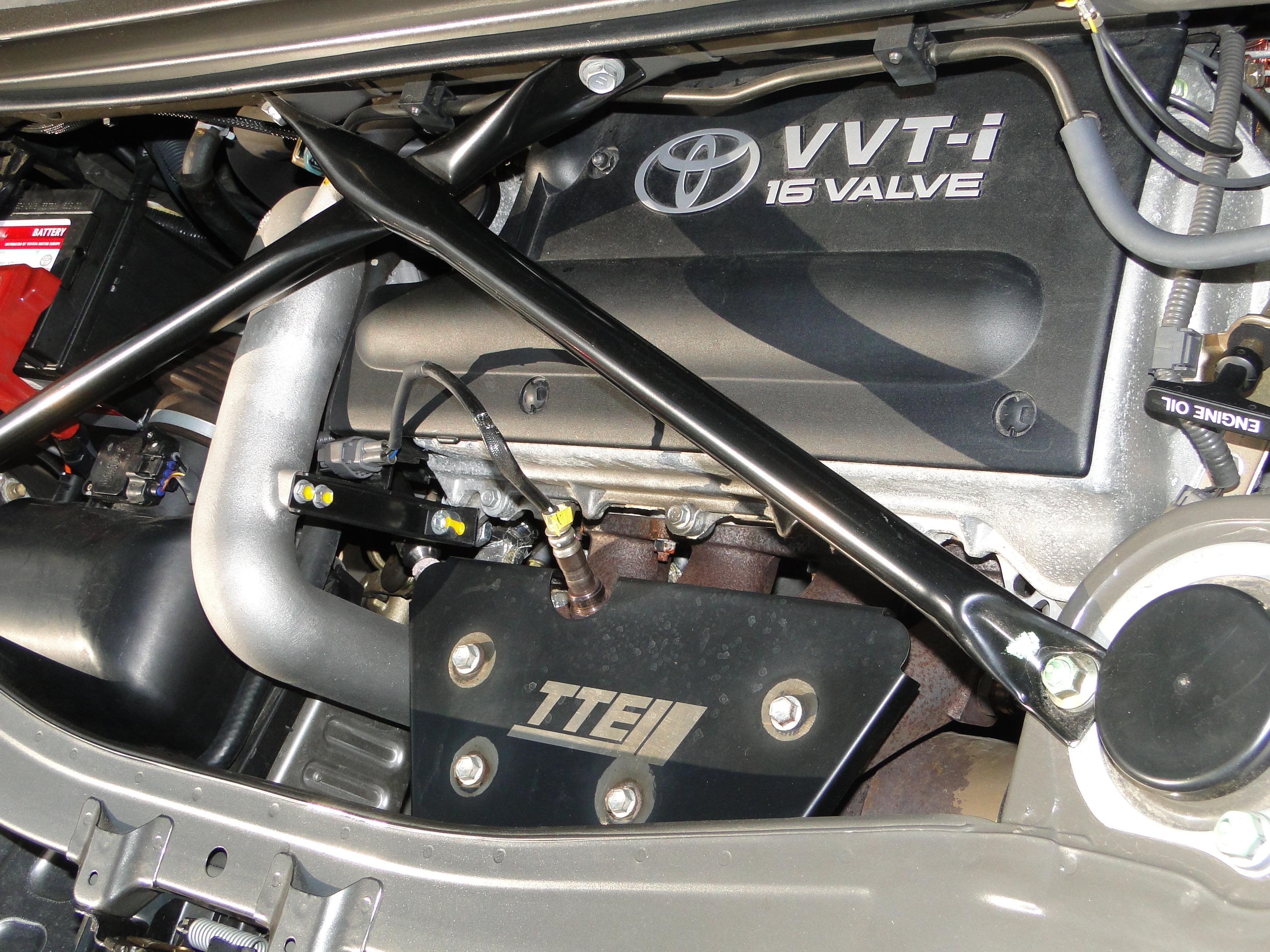
TTE-Turbo im MR2 W3

Auf der Essen Motor Show 2003 stellte der hauseigene Toyota-Tuner TTE einen Turbo Kit für den MR2 Roadster vor.
Das Interesse war so groß, dass man sich entschied, eine kleine Serienproduktion aufzulegen.
Ab 2006 konnte man bei TTE in Köln-Marsdorf seinen MR2 W3 nachrüsten lassen. In diesem Fall blieb die volle Werksgarantie erhalten. TTE sorgte auch für die TÜV-Abnahme und die nötigen Eintragungen in die Fahrzeugpapiere.